# ACR Messina
Associazione Calcio Rinascita Messina, voorheen Messina FC, is een Italiaanse voetbalclub uit Messina, opgericht in 1900. De club speelt zijn thuiswedstrijden in het Stadio San Filippo. De club heeft vrijwel altijd in de lagere Italiaanse divisies gespeeld. Na drie seizoenen in de Serie A gespeeld te hebben, degradeerde Messina in 2007 naar de Serie B. In juli 2008, een maand na afloop van het seizoen 2007/08, werd Messina door de Italiaanse bond uitgesloten van betaald voetbal vanwege financiële wanorde. Liefhebbers van de club wilden een doorstart maken en schreven hun club in in de Serie D.

## Erelijst
Kampioen of promotie:
| Seizoen | Van                        | Naar                       | Nieuw niveau |
| ------- | -------------------------- | -------------------------- | ------------ |
| '49-'50 | Serie C                    | Serie B                    | II           |
| '62-'63 | Serie B                    | Serie A                    | I            |
| '73-'74 | Serie D                    | Serie C                    | III          |
| '82-'83 | Serie C2                   | Serie C1                   | III          |
| '85-'86 | Serie C1                   | Serie B                    | II           |
| '97-'98 | Serie D                    | Serie C2                   | IV           |
| '99-'00 | Serie C2                   | Serie C1                   | III          |
| '00-'01 | Serie C1                   | Serie B                    | II           |
| '03-'04 | Serie B                    | Serie A                    | I            |
| '12-'13 | Serie D                    | Lega Pro Segonda Divisione | IV           |
| '13-'14 | Lega Pro Segonda Divisione | Lega Pro                   | III          |

## Eindklasseringen
| Seizoen | Competitie                          | Niveau | Eindstand | Coppa Italia | Opmerking                                                                |
| ------- | ----------------------------------- | ------ | --------- | ------------ | ------------------------------------------------------------------------ |
| 2000/01 | Serie C1 Girone B                   | III    | 2         | --           | winnaar promotieserie > Calcio Catania (2-1)                             |
| 2001/02 | Serie B                             | II     | 14        | 8e finale    |                                                                          |
| 2002/03 | Serie B                             | II     | 15        | 4e groep 8   |                                                                          |
| 2003/04 | Serie B                             | II     | 3         | 3e groep 7   |                                                                          |
| 2004/05 | Serie A                             | I      | 7         | 2e ronde     |                                                                          |
| 2005/06 | Serie A                             | I      | 17        | --           | Handhaving a.g.v. verbanning Juventus i.v.m. voetbalschandaal Calciopoli |
| 2006/07 | Serie A                             | I      | 20        | 8e finale    |                                                                          |
| 2007/08 | Serie B                             | II     | 14        | 1e ronde     | Krijgt geen proflicentie meer                                            |
| 2008/09 | Serie D Girone A                    | V      | 12        | --           |                                                                          |
| 2009/10 | Serie D Girone A                    | V      | 12        | --           |                                                                          |
| 2010/11 | Serie D Girone A                    | V      | 7         | --           |                                                                          |
| 2011/12 | Serie D Girone A                    | V      | 4         | --           | halve finale promotieserie                                               |
| 2012/13 | Serie D Girone A                    | V      | 1         | --           |                                                                          |
| 2013/14 | Lega Pro Seconda Divisione Girone B | IV     | 1         | --           | Naamswijziging in ACR Messina 1947                                       |
| 2014/15 | Lega Pro Girone C                   | III    | 15        | 1e ronde     | play-out > Reggina Calcio (0-2); handhaving na rechtszaak.               |
| 2015/16 | Lega Pro Girone C                   | III    | 7         | --           |                                                                          |
| 2016/17 | Lega Pro Girone C                   | III    | 14        | 2e ronde     |                                                                          |
| 2017/18 | Serie D Groep I                     | IV     | 6         | --           |                                                                          |
| 2018/19 | Serie D Groep I                     | IV     | 12        | --           |                                                                          |
| 2019/20 | Serie D Groep I                     | IV     | 8         | voorronde    |                                                                          |
| 2020/21 | Serie D Groep I                     | IV     | 1         | --           |                                                                          |
| 2021/22 | Serie C Groep C                     | III    | 14        | --           |                                                                          |
| 2022/23 | Serie C Groep C                     | III    | 17        | --           | play-out > Gelbison Cilento Vallo della Lucania: 1-0 / 0-1               |
| 2023/24 | Serie C Groep C                     | III    | 14        | --           |                                                                          |
| 2024/25 | Serie C Groep C                     | III    | 18        | --           | play-out > Calcio Foggia: 0-0 / 0-1                                      |

## Bekende (oud-)spelers
- Luigi Cevenini
- Luciano Favero